# Helius paramorosus
Helius paramorosus är en tvåvingeart som beskrevs av Alexander 1949. Helius paramorosus ingår i släktet Helius och familjen småharkrankar. Inga underarter finns listade i Catalogue of Life.